# Liang Yan
Liang Yan, född 4 oktober 1961 i Chengdu, är en kinesisk före detta volleybollspelare. Hon blev olympisk guldmedaljör i volleyboll vid sommarspelen 1984 i Los Angeles.